# بورگفلستاند
بورگفلستاند (به لاتین: Burgfeldstand) یک کوه در سوئیس است که در کانتون برن واقع شده‌است. بورگفلستاند ۲٬۰۶۳ متر بالاتر از سطح دریا واقع شده‌است.